# TWST - Things We Said Today
TWST – Things We Said Today este un film documentar hibrid din 2024, regizat de Andrei Ujică. Filmul explorează spiritul anilor '60 prin prisma sosirii trupei The Beatles în New York pentru concertul lor istoric de pe Shea Stadium, în august 1965.

## Rezumat
Filmul este conceput ca o capsulă de timp a weekendului 13–15 august 1965, surprinzând atmosfera din New York în perioada sosirii trupei The Beatles și a primului lor concert pe Shea Stadium. Narațiunea este realizată din perspectiva a doi adolescenți, ale căror voci sunt interpretate de actorii americani Tommy McCabe și Thérèse Azzara. TWST utilizează exclusiv materiale de arhivă din perioada respectivă (ABC, CBS, NBC), filme de familie pe 8mm și imagini ale concertului, înregistrat cu paisprezece camere de 35 mm.

## Distribuție
- Tommy McCabe - Geoffrey O'Brien
- Therese Azzara - Judith Kristen
- Shea Grant
- Sarah McCluskey
- Cole Critchell

John Lennon, Paul McCartney, George Harrison, Ringo Starr și Brian Epstein apar în filmări din arhive.

## Producție
Proiectul a fost inițiat în 2012 și a fost finalizat după 12 ani de muncă. Montajul și sunetul au fost realizate de Dana Bunescu, iar efectele vizuale au fost supervizate de Olga Avramov. Desenele animate integrate în film sunt semnate de artistul Yann Kebbi.

## Lansare și primire
Premiera mondială a avut loc pe 4 septembrie 2024, în cadrul Festivalul Internațional de Film de la Veneția, în secțiunea oficială „Out of Competition – Non Fiction”. Filmul a fost lansat în cinematografele din România pe 25 aprilie 2025, fiind distribuit de Bad Unicorn.